# Sacred (canción de Erasure)
«Sacred» es el cuadragésimosegundo disco sencillo del dueto inglés de música electrónica Erasure, publicado el 16 de marzo de 2015.

Sacred es el tercer corte del álbum The Violet Flame y logró ubicarse en el primer puesto de ventas físicas de sencillos en Gran Bretaña.

## Lista de temas
1. Sacred (Single Mix)
2. Sacred (Chris Cox Remix)
3. Sacred (Vibora Park Remix)
4. Sacred (Black Light Odyssey Remix)
5. Sacred (Phil Marriott & Rich B Remix)
6. Sacred (Chris Cox (Dub Mix)
7. Sacred (88Ninety’s (StellarMix8 Vox Remix)
8. Sacred (Fiben Remix)-Blend Remix Competition Winner TBA-
9. Sacred (Live Rehearsal Version)

## Créditos
Sacred es una canción escrita por Vince Clarke, Andy Bell y Richard X.
- Productor: Erasure & Richard X
- Producción adicional y mezcla: Pete Hofmann
- Ingeniero de grabación, productor adicional y programación: Evan Sutton
  - Pista 9 - Grabada por Hugh Walker, Rob Brinkmann y MJ en John Henry’s rehearsal studios, Londres. Mezclado por Neil Quinlan en Studio Mute. Coros por Valerie Chalmers and Emma Whittle

## Datos adicionales
"Sacred", así como el resto de las canciones de The Violet Flame, Vince Clarke y Andy Bell por primera vez incluyeron a alguien más en la autoría de las canciones (Richard X). El único antecedente se encuentra en "First Contact", lado B del sencillo Rain.

El 18 de marzo, a modo de regalo, el EIS emitió para descarga digital un remix inédito de Sacred (Kid Moxie Remix), el cual cuenta con un video con imágenes de los shows de Belfast y Dublín durante la gira The Violet Flame Tour.